# Luke Evans
Luke Evans (født 15. april 1979) er en walisisk teater performer, sanger og filmskuespiller. Evans begyndte sin karriere som teaterskuespiller og optrådte i mange af Londons West End produktioner, så som Rent, Miss Saigon, og Piaf før han i 2010 fik sin gennembrudsrolle som Apollon i Hollywoodfilmen Clash of the Titans. Efter hans debut spillede Evans med i action- og thrillerfilm så som Immortals, The Raven. Han spillede også Aramis i The Three Musketeers. 
I 2013 spillede Evans Owen Shaw i Fast & Furious 6, og han fik rollen som Bard Bueskytte i Peter Jacksons filmtriologi om Hobbitten, der er baseret på J.R.R. Tolkiens bog af samme navn. Evans har fået hovedrollen i filmen The Crow og er også valgt til at spille vampyren Dracula i Dracula Untold.

## Filmografi
| År   | Film                             | Rolle                       | Noter                 |
| ---- | -------------------------------- | --------------------------- | --------------------- |
| 2003 | Taboo                            | Billy                       | Video                 |
| 2009 | Don't Press Benjamin's Buttons   | Benjamin's Father           | Kortfilm              |
| 2010 | Cowards and Monsters             | Paul                        | Kortfilm              |
| 2010 | Sex & Drugs & Rock & Roll        | Clive Richards              |                       |
| 2010 | Clash of the Titans              | Apollon                     |                       |
| 2010 | Robin Hood                       | Sheriff's Thug              |                       |
| 2010 | Tamara Drewe                     | Andy Cobb                   |                       |
| 2011 | Blitz                            | DI Craig Stokes             |                       |
| 2011 | The Three Musketeers             | Aramis                      |                       |
| 2011 | Immortals                        | Zeus                        |                       |
| 2011 | Flutter                          | Adrian                      |                       |
| 2012 | Ashes                            | Crewcut                     |                       |
| 2012 | The Raven                        | Inspector Emmett Fields     |                       |
| 2012 | No One Lives                     | Driver                      |                       |
| 2012 | Hobbitten: En uventet rejse      | Girion, Lord of Dale        | Extended Edition only |
| 2013 | Fast & Furious 6                 | Owen Shaw                   |                       |
| 2013 | Hobbitten: Dragen Smaugs ødemark | Bard / Girion, Lord of Dale |                       |
| 2013 | The Great Train Robbery          | Bruce Reynolds              | TV Series: 2 Episodes |
| 2014 | Dracula Untold                   | Vlad Dracula/Dracula        |                       |
| 2014 | Hobbitten: Femhæreslaget         | Bard                        |                       |
| 2017 | Skønheden og udyret              | Gaston                      |                       |
| 2019 | Midway                           |                             |                       |